# Джон Койл
Джон Койл (англ. John Coyle; 28 вересня 1932 — 14 травня 2016) — шотландський футболіст, що грав на позиції нападника, зокрема за клуби «Данді Юнайтед» і «Клайд».

## Клубна кар'єра
Народився 28 вересня 1932 року. Вихованець футбольної команди «Данді Сент-Джозефс».
У дорослому футболі дебютував 1950 року виступами за команду «Данді Юнайтед», в якій провів сім сезонів, взявши участь у 96 матчах чемпіонату. У складі «Данді Юнайтед» був одним з головних бомбардирів команди, що на той час була середняком Другого дивізіону Шотландської футбольної ліги.
1957 року результативного нападника запросив до своїх лав клуб Першого дивізіону «Клайд», який спалатив за трансфер Койла вісім тисяч фунтів. У новіий команді відразу ж отримав місце в основному складі і став виправдовувати довіру тренерів результативною грою, зокрема ставши автором вирішального гола у фіналі Кубка Шотландії 1957/58, який приніс «Клайду» цей трофей.
Завершував ігрову кар'єру на початку 1960-х в англійському «Кембрідж Юнайтед».

## Виступи за збірну
1958 року, після успішного старту гравця у «Клайді», був не лише викликаний до національної збірної Шотландії, але й включений до її заявки на чемпіонат світу 1958 року у Швеції. Щоправда ані на світовій першості, ані після неї в офіційних матчах за збірну так й не дебютував.
Помер 14 травня 2016 року на 84-му році життя.

## Титули і досягнення
- Володар Кубка Шотландії (1):

«Клайд»: 1957-1958